# Quilderico I
Quilderico I (c. 437 – c. 481) foi um líder franco na parte norte da Gália romana imperial e um membro da dinastia merovíngia, descrito como um rei (Latim: Rex) pelos romanos, ambos em seu anel de selo de estilo romano, que foi enterrado com ele, e em registros posteriores fragmentados da vida dele. Ele foi pai de Clovis I, que adquiriu o senhorio sobre todos ou a maioria dos reinos francos, e uma parte significativa da Gália Romana. Foi rei federado, possuidor das honras de um general romano, chefe civil e militar da província romana da Bélgica Secunda, foi rei merovíngio dos francos salianos de 457 até sua morte.

## Reinado
Sucedeu seu pai Meroveu como líder tribal, tradicionalmente em 458. Com seus guerreiros francos, ele se estabeleceu na sua capital Tournai, nas terras que havia recebido como um dos federados do Império Romano e por algum tempo manteve a paz com seus aliados.
Por volta de 463 em Orleães, junto com o general romano Egídio, que estava baseado em Soissons, ele derrotou os visigodos, que esperavam estender seus domínios ao longo das margens do rio Loire. Após a morte de Egídio, ele primeiro ajudou o conde Paulo de Angers, junto com um bando misto de galo-romanos e francos a derrotar e saquear os godos. Odoacro alcançou Angers mas Quilderico chegou no dia seguinte, iniciando-se a batalha. Paulo foi morto e Quilderico tomou a cidade. Quilderico, após abandonar Angers, seguiu um bando guerreiro saxão às ilhas da desembocadura do Loire no Atlântico, massacrando-as. Numa mudança de alianças, ele também uniu forças a Odoacro, de acordo com Gregório de Tours, para parar um bando de alamanos que tencionavam invadir a Itália.
Morreu em 481 e foi sepultado em Tournai, deixando seu filho Clóvis, mais tarde rei de todos os francos.

## Sua tumba
A tumba de Quilderico foi descoberta em 1653 por um pedreiro que fazia reparos na igreja de Saint-Brice em Tournai onde numerosos objetos preciosos foram encontrados, incluindo uma espada esplendidamente ornamentada, um bracelete, jóias de ouro com granadas encrustadas, moedas de ouro, uma cabeça de touro de ouro e um anel com a inscrição CHILDERICI REGIS ("de Quilderico o rei"), o que identificou a tumba. Cerca de 300 abelhas douradas também foram encontradas. O arquiduque Leopoldo Guilherme, governador espanhol dos Países Baixos, publicou a descoberta em latim, e os tesouros foram enviados aos Habsburgos em Viena, que os deu como presente a Luís XIV, que não se impressionou com o mesmo e o armazenou na biblioteca real, que se tornou a Biblioteca Nacional da França durante a Revolução Francesa. Napoleão ficou impressionado com as abelhas de Quilderico quando ele estava procurando por um símbolo heráldico para substituir a flor-de-lis dos Bourbons. Ele estabeleceu as abelhas de Quilderico como símbolos do Primeiro Império Francês.
Na noite de 5 para 6 de novembro de 1831, o tesouro de Quilderico estava entre os 80 kg de tesouro roubados da biblioteca e fundidos em barras de ouro. Poucas peças foram resgatadas de onde haviam sido escondidas no Sena, incluindo duas abelhas. O registro do tesouro, no entanto, agora existe apenas em refinadas pinturas feitas na época de seu descobrimento, e em algumas reproduções feitas pelos Habsburgos.

## Pais
♂ 
Meroveu (◊ c. 411 † c. 458)
♀ ? (desconhece-se o nome da mãe de Quilderico, mas ela deve ser a esposa de Clódio capturada por Átila)

## Casamentos e filhos
- com Basina Andovera, rainha da Turíngia (◊ c. 445 † 491), filha de Banin, rei da Turíngia e Basina, casada primeiramente com Basin, rei da Turíngia.

1. ♂ Clóvis I (◊ c. 466 † 511)
2. ♀ Albofleda Blanchefleur (◊ c. 466 † ?)
3. ♀ Aldofleda (◊ c. 469 † ?)
4. ♀ Lantechilde (◊ 471 † 508)